# 下野国の式内社一覧
下野国の式内社一覧（しもつけのくにのしきないしゃいちらん）は、『延喜式』第9巻・第10巻「神名帳上下」（延喜式神名帳）に記載のある神社、いわゆる「式内社」およびその論社のうち、下野国に分類されている神社の一覧。
また『延喜式』神名帳の編纂当時に存在したが同帳に記載の無い神社、いわゆる「式外社」についても付記する。

## 式内社
『延喜式』神名帳では、大社1座1社（名神大社）・小社10座10社の計11座11社を記載。
1）「神名帳」列は、『延喜式 上巻』（大岡山書店、昭和4年、国立国会図書館デジタルコレクション）等における『延喜式』神名帳の記載を基に作成。社名表記は神社史料集成（5を参照）における字体（異体字がある場合には新字体・通用性の高い字体を使用）を基準とした。読みの「-」部分は、「神社」以外で仮名が振られていない部分。「○座」は座数を表し、一座の場合は記載していない。

2）格の「名神大」は名神大社を、「大」は式内大社（名神大社除く）を、「小」は式内小社を意味する。付記は社名とともに記されているもので、一部は「式内社#式内社の社格」を参照。

3）比定社が複数ある場合、最も有力なものを無冠で示し、他の論社には「（論）」を冠した。

4）本来の式内社とは認めがたいものの、式内社を合祀したなどその後継を主張するもの、その他参考の神社には「（参）」を冠した。

| 神名帳              | 神名帳       | 神名帳 | 神名帳               | 比定社             | 比定社                         | 比定社     | 集成 |
| 社名                | 読み         | 格     | 付記                 | 社名               | 所在地                         | 備考       | 集成 |
| ------------------- | ------------ | ------ | -------------------- | ------------------ | ------------------------------ | ---------- | ---- |
| 都賀郡 3座（並小）  |              |        |                      |                    |                                |            |      |
| 大神神社 （大神社） | オホムワノ   | 小     |                      | （論）大神神社     | 栃木県栃木市惣社町             | 下野国総社 |      |
| 大神神社 （大神社） | オホムワノ   | 小     | （論）太平山神社     | 栃木県栃木市平井町 |                                |            |      |
| 大前神社            | オホサキノ   | 小     |                      | 大前神社           | 栃木県栃木市藤岡町大前字磯城宮 |            |      |
| 村桧神社            | ムラヒノ     | 小     |                      | （論）村檜神社     | 栃木県栃木市岩舟町小野寺       |            |      |
| 村桧神社            | ムラヒノ     | 小     | （論）胸形神社       | 栃木県鹿沼市村井町 |                                |            |      |
| 河内郡 1座（大）    |              |        |                      |                    |                                |            |      |
| 二荒山神社          | フタアラ-    | 名神大 |                      | （論）二荒山神社   | 栃木県宇都宮市馬場通り         | 下野国一宮 |      |
| 二荒山神社          | フタアラ-    | 名神大 | （論）二荒山神社     | 栃木県日光市山内   | （下野国一宮）                 |            |      |
| 芳賀郡 2座（並小）  |              |        |                      |                    |                                |            |      |
| 大前神社            | オホサキノ   | 小     |                      | 大前神社           | 栃木県真岡市東郷               |            |      |
| 荒樫神社            | アラカシ     | 小     |                      | （論）荒橿神社     | 栃木県芳賀郡茂木町小井戸       |            |      |
| 荒樫神社            | アラカシ     | 小     | （論）合祀：大前神社 | 栃木県真岡市東郷   |                                |            |      |
| 那須郡 3座（並小）  |              |        |                      |                    |                                |            |      |
| 健武山神社          | タケムヤマノ | 小     |                      | 健武山神社         | 栃木県那須郡那珂川町健武       |            |      |
| 温泉神社            | ユノ-        | 小     |                      | 那須温泉神社       | 栃木県那須郡那須町大字湯本     |            |      |
| 三和神社            | ミワノ       | 小     |                      | 三和神社           | 栃木県那須郡那珂川町三輪       |            |      |
| 寒川郡 2座（並小）  |              |        |                      |                    |                                |            |      |
| 阿房神社            | アハノ       | 小     |                      | 安房神社           | 栃木県小山市粟宮               |            |      |
| 胸形神社            | ムナカタノ   | 小     |                      | （論）胸形神社     | 栃木県小山市寒川               |            |      |
| 胸形神社            | ムナカタノ   | 小     | （論）網戸神社       | 栃木県小山市網戸   |                                |            |      |

## 式外社
『延喜式』神名帳の編纂当時に存在したが、同帳に記載の無い神社。
| 文献     | 文献                                        | 比定社     | 比定社                   | 比定社         | 集成 |
| 神名     | 記事                                        | 社名       | 所在地                   | 備考           | 集成 |
| -------- | ------------------------------------------- | ---------- | ------------------------ | -------------- | ---- |
| 伊門神   | 『日本三代実録』貞観17年（875年）12月27日条 | 伊門神社   | 栃木県芳賀郡益子町小宅   | 亀岡八幡宮摂社 |      |
| 賀蘇山神 | 『日本三代実録』元慶2年（878年）9月16日条   | 賀蘇山神社 | 栃木県鹿沼市入粟野       |                |      |
| 綾都比神 | 『日本三代実録』元慶3年（879年）3月9日条    | 晃石神社   | 栃木県栃木市大平町西山田 |                |      |